# جويري بولمانس
جويري بولمانس (8 سبتمبر 1995 بسانت تروند في بلجيكا - ) هو لاعب كرة قدم بلجيكي في مركز الدفاع. لعب مع ليرس.

## وصلات خارجية
- جويري بولمانس على موقع قاعدة بيانات كرة القدم.إي يو (الإنجليزية)
- جويري بولمانس على موقع Soccerway.com (الإنجليزية)